# Johan Marie Schouten
Johan Marie Schouten, ook wel Joh.M. Schouten, (Nieuwer Amstel, 16 september 1879 - Amsterdam, 13 april 1919) was een Nederlands dirigent en componist.
Hij was zoon van Johannes Daniel Schouten en Marie Sligtenhorst. Broer Frans Karel Louis Schouten was medeoprichter van de "NV Handelsmaatschappij Fibra", tussen 1918 en 1972 enigszins bekend in Zaandam  Hijzelf trouwde met Anna Cornelia Pol.
De eerste opleiding kreeg hij van zijn vader, die bekend musicus was binnen het operettecircuit. Vader zorgde daarbij ook voor tal van arrangementen. De zoon zou moeten uitgroeien tot een pianovirtuoos en kon al zevenjarige leeftijd beginnen aan een opleiding aan het Muziekschool van de Maatschappij tot Bevordering der Toonkunst. Tot zijn vijftiende kreeg hij opleiding van A.C. Brouwer, niet alleen op de piano, maar ook op viool en in harmonieleer. De studie kwam tot een eind vanwege het ontbreken van verdere financiële draagkracht van de ouders. Schouten ging desalniettemin verder in de muziek en werd organist te Haarlem, speelde viool en altviool in Duitse Theaterorkesten, tenorhoorn bij de Amsterdamse Schutterij en solopianist in het gehele land.
Hij kreeg vaste grond onder de voeten met zijn aanstelling als dirigent van het harmonieorkest "Orpheus" in Haarlem, dit uitbreidend met het dirigentschap van andere harmonieorkesten, een strijkorkest en koren. Voor deze gezelschappen schreef hij ook werken zoals de Frans Hals Mars. Al deze werkzaamheden werden steeds gecombineerd door bekende zangers te begeleiden waaronder Désiré Pauwels, Jos Orelio en Saalborn.
Het vertrok naar Engeland, Devonshire om aan het plaatselijk hof pianist te worden, maar vertrok naar Londen. Hij werd er operettedirigent binnen het Franse repertoire en begon opnieuw te componeren onder het pseudoniem (John) Netousch (anagram van Schouten). Een van de werken uit die periode is de wals Plaint d’amour. Er volgde nog een aanstelling bij het operagezelschap van Moody Manners Opera, maar keerde terug naar Nederland vanwege de matige gezondheid van zijn vrouw. Hij werd er kapelmeester van de in 1910 opgerichte Noord-Nederlandsche Opera van Cateau Esser en Henri Maal. 
Andere te noemen werken zijn By the Hudson River en Een Hollandsche Boerenbruiloft. Hij schreef verder nog de operette Nikkerliefde (Negro-love) dat volgens een advertentie in de Haagsche Courant wel 500 voorstellingen in New York heeft (zou hebben) gehad. In Nederland werden voorstellingen geleid door Louis Bouwmeester jr. in zijn eigen theater; Louis speelde zelf de rol van Mr. Rabinot. 